# 陳善之
陳善之（英語：Chan Sinn Gi, Joe；?—），原名陳榮光，香港演藝界幕後人員，1976年畢業於香港培正中學，隨即入讀無綫電視藝員訓練班，1977年11月正式入行，曾經從事製作助理、策劃、監製等幕後工作，1995年獲邀擔任香港藝人黎明的經理人，直到2015年離任，往電影圈發展。

## 簡歷
陳善之出生於1950年代後期，小時候受到電影、電視影響，志願成為導演，求學時期就讀香港培正小學及香港培正中學，曾經參加朗誦、詩歌班、講故事比賽及加入該校的紅藍劇社，1976年中學畢業後因家境不容許他升讀大學傳理系而投身社會，在法國東方匯理銀行任職文員，並於同年投考無綫電視藝員訓練班獲錄取，學習唱歌、跳舞、化妝等台前幕後工作，受訓期間曾經演出電視劇《年青人》，其後於畢業前夕獲安排演出電視劇《家變》，惟他只希望從事幕後工作，且認為自己不具備藝員應有的條件，因此拒絕了監製葉潔馨的邀請，1977年11月加入電視廣播有限公司（無綫電視）擔任製作助理，參與電視劇的幕後製作。1992年，原名陳榮光的陳善之透過演員蕭芳芳的介紹，由潘婆婆替他算命並改名為「陳善之」。

## 經理人工作
1986年，陳善之獲當時的華星唱片總經理蘇孝良邀請出任本地節目製作人（local shows producer），在《第五屆新秀歌唱大賽》準決賽擔任編導及評審，負責從數千名參賽者中挑選30人晉身準決賽，黎明是當時的參賽者之一，二人由此相遇，其後陳善之安排公司旗下的歌手為《迪士尼冰上嘉年華》節目配音，首次與黎明合作。1991年，陳善之於電影《伙頭福星》負責策劃工作，再度與黎明相遇，及後於1994年為電影《仙人掌》擔任策劃，與擔任主角的黎明一起到墨西哥進行拍攝工作期間，黎明為唱片公司的去留問題詢問陳善之的意見，二人由此建立了溝通基礎，完成電影工作後，陳善之離開電影圈，友情擔任藝人周海媚的經理人（雙方沒有簽訂合約），以及替黎瑞恩、王馨平的音樂短片當服裝指導。1995年，黎明透過助手彭靄泉（子泉）邀請陳善之出任經理人，陳善之起初認為自己不適合當經理人而拒絕，後來在黎明的再三邀請下答應加盟百仕活娛樂事業有限公司，除了擔任黎明的經理人，同時亦兼任藝人李嘉欣的經理人及處理公司旗下其他藝人的合約事宜。陳善之在出任黎明經理人時向黎明表示，若有一天，他覺得足夠，想做自己喜歡做的事，黎明要讓他離開，但他表示自己很理性，在黎明還需要他的時候，他不會輕言離開，2015年，陳善之認為自己最喜歡的是電影工作，於是辭去經理人職務，發展電影事業，他表示20年來與黎明合作愉快，教曉他不少，是一段很好的人生經歷，黎明亦表示陳善之是他要好的朋友，使他的事業發展事半功倍。

## 作品

### 影視作品
下表列出陳善之參與幕後製作的影視作品：
| 首播年份 | 片名                 | 職務                 | 作品類別 | 備註 |
| 1992年   | 伙頭福星             | 策劃                 | 電影     |      |
| 1992年   | 92黑玫瑰對黑玫瑰     | 策劃                 | 電影     |      |
| 1993年   | 情天霹靂之下集大結局 | 策劃、故事、美術指導 | 電影     |      |
| 1994年   | 仙人掌               | 策劃、執行監製       | 電影     |      |
| 2004年   | 大城小事             | 監製、出品人         | 電影     |      |
| 2005年   | 情義我心知           | 故事                 | 電影     |      |
| 2006年   | 緣邀知音             | 監製                 | 電影     |      |
| 2010年   | 為你鍾情             | 監製、出品人         | 電影     |      |
| 2014年   | 小金剛紐約大冒險     | 執行監製             | 電影     |      |
| 2025年   | 花明渡               | 監製                 | 電影     |      |

### 著作
《善緣滿佈──陳善之回首前塵四十載》是陳善之的著作，於2016年由明窗出版社出版，內容講述陳善之40年來在娛樂圈的工作經歷。